# Nicola Callicle
Nicola Callicle (in greco Νικόλαος Καλλικλῆς?, Nikólaos Kalliklēs; intorno al 1080 – intorno al 1150) è stato un importante medico greco e un importante poeta di corte attivo alla corte bizantina di Costantinopoli durante i regni di Alessio I Comneno (regno 1081-1118) e Giovanni II Comneno (r. 1118-1143).

## Biografia
Della vita di Callicle si sa molto poco. Le informazioni che abbiamo provengono da una breve menzione nell'Alessiade di Anna Comnena, dalla sua corrispondenza con Teofilatto di Ocrida e dalle sue stesse poesie. Era un medico ben noto alla corte imperiale già prima del 1108. Nel 1118 fu uno dei medici che assistettero Alessio I durante la sua ultima malattia. Secondo l''Alessiade (XV.11.3), Callicle fu l'unico a riconoscere la gravità della situazione dell'imperatore e a suggerire l'uso di purganti. Poiché i suoi colleghi si opposero, il suo consiglio non fu seguito.
Dalla sua corrispondenza con Teofilatto, Callicle appare come un uomo molto colto e istruito, in possesso di un'ottima biblioteca. Come poeta di corte, fu, insieme al contemporaneo Teodoro Prodromo, il maggiore esponente del genere dei panegirici poetici che elogiavano i principali aristocratici del regime comneno: i suoi temi principali sono la loro ricchezza e la loro nobile discendenza. Dedicò anche poesie a singoli manufatti, come le icone, e gli sono attribuite alcune iscrizioni di reliquiari.
La data della sua morte è sconosciuta. La sua ultima composizione nota è un epitaffio per Giovanni II, composto prima della morte effettiva dell'imperatore, probabilmente intorno al 1142.